# نورة حسين
نورة حسين (10 يوليو 1986  -)، ممثلة ومذيعة كويتية.

## حياتها الفنية
كانت بداية دخولها المجال الفني بمساعدة الفنانة حياة الفهد في مسلسل جبروت امرأة في عام 2005. واستقرت في قناة فلاش بعام 2009، لتقديم البرامج المنوعة في القناة.

## أعمالها

### من المسلسلات
| سنه الإنتاج | اسم المسلسل    | بمشاركة                                                                                  |
| ----------- | -------------- | ---------------------------------------------------------------------------------------- |
| 2005        | جبروت امرأة    | حياة الفهد، عبير الجندي، نايف الراشد، عبير أحمد، ميساء مغربي، عبير أحمد                  |
| 2006        | جادة 7         | سعاد عبد الله، محمد المنصور، منصور المنصور، حسين المنصور، فخرية خميس                     |
| 2006        | عتيج الصوف     | إبراهيم الصلال، عبد العزيز المسلم، غانم الصالح، علي المفيدي، انتصار الشراح، أحمد السلمان |
| 2006        | راح اللي راح   | أحمد مساعد، عبير أحمد، عبير الجندي، أحمد السلمان، ليلى السلمان، أنور أحمد                |
| 2007        | حراير          | أحمد السلمان، سعاد علي، أحلام حسن، لطيفة المجرن، عبير أحمد، خالد البريكي                 |
| 2008        | الفطين         | داوود حسين، أحمد السلمان، عبير الجندي، طيف، عبير أحمد                                    |
| 2009        | آخر صفقة حب    | صلاح الملا، من سوريا سلمى المصري، باسمة حمادة، محمد الرشيد، عبد المحسن النمر             |
| 2009        | أشياء لا تشترى | جاسم النبهان، هدى الخطيب، عبد الرحمن العقل، زهرة الخرجي، عبير الجندي، ليلى السلمان       |

### من المسرحيات
| سنه الإنتاج | اسم المسرحية | بمشاركة                             |
| ----------- | ------------ | ----------------------------------- |
| 2007        | شباب الجامعة | ياسر المصري، فاطمة عبد الرحيم، ملاك |

## روابط خارجية
- نورة حسين على موقع قاعدة بيانات الأفلام العربية